# Abil az-Zayt
Pour l’article homonyme, voir Abila.
Abil az-Zayt est le nom actuel d'Abila, Abel Shittim, la prairie des acacias, Ha-Shittim, Les acacias,  ou simplement Shittim. C'est le site d'une ville antique située sur la rive est du Jourdain dans le pays de Moab, qui sera appelé plus tard la Pérée. Cette localité est citée dans l'Ancien Testament à plusieurs reprises.
C'est l'emplacement traditionnel du dernier campement de Josué avant de pénétrer en Israël dans le livre de l'Exode,  Moïse reste sur cette rive est du Jourdain pour y mourir.
L'endroit est mentionné comme a-bi-il-šiṭ-ṭi avec Galaad et décrit comme « la frontière du pays Bīt Ḫumria (Israël) » dans les annales royales de Tiglath-Piléser III.